# Ovulación oculta
Las mujeres tienen ovulación oculta o estro oculto. La mayoría de los animales hembras muestran señales externas características cuando están en celo. Estas señales incluyen el hinchazón y enrojecimiento de los genitales en los papios y bonobos, la liberación de feromonas en la familia felina, etc. En contraste, las hembras humanas demuestran pocas señales de la fertilidad. Es difícil decir, utilizando sólo señales externas, si una mujer está o no ovulando. Varias especies de mamíferos tienen ovulación oculta, como los monos rhesus, delfines y humanos. Se ha dicho que el período estral extendido del bonobo (hembras de la edad reproductiva están en celo durante un 75% de su ciclo menstrual) tiene un efecto parecido a la falta de un "celo" en las hembras humanas.
Aunque se puede enseñar a que las mujeres reconozcan su propio nivel de fertilidad (conocimiento de la fertilidad), el hecho de que si los hombres pueden o no detectar la fertilidad en las mujeres está muy discutido. Por un lado, varios estudios pequeños han encontrado que las mujeres fértiles parecen más atractivas a los hombres. También ha sido sugerido que la voz de una mujer parece más atractiva a los hombres durante este tiempo. Por otro lado, dos estudios pequeños de parejas monógamas encontraron que las mujeres iniciaron el sexo mucho más cuando estaban fértiles, pero el sexo iniciado por los hombres ocurrió a una tasa constante en todas fases del ciclo menstrual. Un grupo de escritores han teorizado que la ovulación y menstruación ocultas fueron factores claves en el desarrollo de la cultura simbólica en la sociedad humana temprana.
En 2008, unos investigadores anunciaron el descubrimiento de hormonas relacionadas con la ovulación en el semen humano. Teorizaron que la hormona foliculoestimulante, la hormona luteinizante y estradiol quizás fomentan la ovulación en las mujeres expuestas al semen. Estas hormonas no están en el semen de chimpancés, sugiriendo que este fenómeno puede ser una contraestrategia masculina a la ovulación oculta en las mujeres. Otros investigadores son escépticos que los niveles bajos de hormonas en el semen puedan tener un efecto en la ovulación, sobre todo por el hecho de que una mujer que no práctica sexo menstrua con normalidad.

## Mujeres
En los seres humanos, la fertilidad de una mujer adulta alcanza su punto máximo durante unos días durante cada ciclo aproximadamente mensual. La frecuencia y la duración de la fertilidad (el momento en que una mujer puede quedar embarazada) es muy variable entre las mujeres, y puede cambiar ligeramente para cada mujer a lo largo de su vida. Se considera que las mujeres tienen ovulación oculta porque no hay ningún signo fisiológico externo de que se esté produciendo la ovulación o la fertilidad biológica. El conocimiento del ciclo de fertilidad, aprendido a través de la experiencia o de fuentes educativas, puede permitir a una mujer estimar su propio nivel de fertilidad en un momento dado (conocimiento de la fertilidad). 
Varios estudios pequeños han encontrado que las mujeres fértiles parecen más atractivas para los hombres que las mujeres durante las partes infértiles de su ciclo menstrual, o las mujeres que usan anticonceptivos hormonales.También se ha sugerido que la voz de una mujer puede volverse más atractiva para los hombres durante este tiempo.[Dos pequeños estudios de parejas humanas monógamas encontraron que las mujeres iniciaron el sexo con mucha más frecuencia cuando las relaciones sexuales fértiles, pero las relaciones sexuales iniciadas por los hombres, ocurrieron a un ritmo constante, sin tener en cuenta la fase del ciclo menstrual de la mujer.[Puede ser que la conciencia de una mujer sobre las señales de cortejo de los hombres aumente durante su fase altamente fértil debido a una mayor conciencia olfativa de los productos químicos que se encuentran específicamente en el olor corporal de los hombres.
Análisis de los datos proporcionados por los EE. UU. posteriores a 1998 Las encuestas demográficas y de salud no encontraron ninguna variación en la aparición del coito en las fases menstruales (excepto durante la propia menstruación).[Esto es contrario a otros estudios, que han encontrado que el deseo sexual femenino y las cópulas de extrapare (EPC) aumentan durante las fases foliculares medias a ovulatorias (es decir, la fase altamente fértil).[Estos hallazgos de diferencias en las relaciones sexuales iniciadas por la mujer frente a las iniciadas por el hombre probablemente sean causados por la conciencia subconsciente de la mujer sobre su ciclo de ovulación (debido a los cambios hormonales que hacen que sienta un mayor deseo sexual), en contraste con la incapacidad del hombre para detectar la ovulación debido a que está "
En 2008, los investigadores anunciaron el descubrimiento en el semen humano de hormonas que generalmente se encuentran en mujeres ovulantes. Teorizaron que la hormona estimulante del folículo, la hormona luteinizante y el estradiol pueden fomentar la ovulación en mujeres expuestas al semen. Estas hormonas no se encuentran en el semen de los chimpancés, lo que sugiere que este fenómeno puede ser una contraestrategia masculina humana a la ovulación oculta en las mujeres humanas. Otros investigadores son escépticos de que los bajos niveles de hormonas que se encuentran en el semen puedan tener algún efecto sobre la ovulación.[Un grupo de autores ha teorizado que la ovulación oculta y la menstruación eran factores clave en el desarrollo de la cultura simbólica en la sociedad humana primitiva.

## Hipótesis evolutivas
Los psicólogos evolutivos han presentado una serie de posibles explicaciones diferentes para la ovulación oculta.  Algunos postulan que la falta de señalización en algunas especies es un rasgo retenido de los antepasados evolutivos, no algo que existió antes y después desapareció. Si se supone que la señalización existió y se perdió, entonces podría haberse debido simplemente a la menor importancia adaptativa y a la reducción de la selección,o debido a las ventajas adaptativas directas para la ocultación de la ovulación. Otra posibilidad (con respecto específicamente a los humanos) es que, si bien no existe una señalización altamente específica de la ovulación, la anatomía femenina humana evolucionó para imitar la señalización permanente de la fertilidad.

### Hipótesis de inversión paterna
La hipótesis de la inversión paterna está fuertemente respaldada por muchos biólogos evolutivos. Varias hipótesis sobre la evolución humana integran la idea de que las mujeres requerían cada vez más una inversión paterna suplementaria en su descendencia. La dependencia compartida de esta idea a través de varias hipótesis relativas a la evolución humana aumenta su importancia en términos de este fenómeno específico.
Esta hipótesis sugiere que las mujeres ocultaron la ovulación para obtener la ayuda de los hombres en la cría de la descendencia. Schröderresume esta hipótesis esbozada en el documento de Alexander y Noonan de 1979: si las mujeres ya no indicaran el momento de la ovulación, los hombres no podrían detectar el período exacto en el que eran fecundos. Esto llevó a un cambio en la estrategia de apareamiento de los hombres: en lugar de aparearse con varias mujeres con la esperanza de que algunas de ellas, al menos, fueran fecundas durante ese período, los hombres eligieron aparearse con una mujer en particular repetidamente a lo largo de su ciclo menstrual. Un apareamiento tendría éxito en dar lugar a la concepción cuando se produjera durante la ovulación y, por lo tanto, los apareamientos frecuentes, necesarios por los efectos de la ovulación oculta, tendrían más éxito evolutivamente. Lovejoy propuso una hipótesis similar en 1981 que argumentaba que la ovulación oculta, la reducción de los caninos y el bipedalismo evolucionaron a partir de una estrategia reproductiva en la que los machos aprovisionaban recursos alimentarios a su descendencia femenina y dependiente emparejada.
La receptividad sexual femenina continua sugiere que la sexualidad humana no se define únicamente por la reproducción; una gran parte de ella gira en torno al amor conyugal y la comunicación entre parejas. Las cópulas entre parejas mientras la mujer está embarazada o en el período infértil de su ciclo menstrual no logran la concepción, pero sí fortalecen el vínculo entre estas parejas. Por lo tanto, se cree que el aumento de la frecuencia de las cópulas debido a la ovulación oculta ha desempeñado un papel en el fomento de los vínculos de pareja en los seres humanos.
El vínculo de pareja sería muy ventajoso para la aptitud reproductiva de ambas parejas durante todo el período de embarazo, lactancia y crianza de la descendencia. El embarazo, la lactancia y el cuidado de la descendencia post-lactancia requieren grandes cantidades de energía y tiempo por parte de la mujer. Al principio debe consumir más alimentos y luego proporcionar alimentos a sus hijos, mientras que su capacidad de forrajeo se reduce en todo momento. La inversión masculina suplementaria en la madre y su descendencia es ventajosa para todas las partes. Mientras que el hombre complementa la limitada comida recogida de la mujer, la mujer puede dedicar el tiempo y la energía necesarios al cuidado de su descendencia. La descendencia se beneficia de la inversión suplementaria, en forma de alimentación y defensa del padre, y recibe toda la atención y los recursos de la madre. A través de esta inversión parental compartida, tanto el hombre como la mujer aumentarían las posibilidades de supervivencia de sus hijos, aumentando así su aptitud reproductiva. De esta manera, la selección natural favorecería el establecimiento de vínculos de pareja en los seres humanos. En la medida en que la ovulación oculta fortaleciera la unión en pareja, la presión selectiva también favorecería la ovulación oculta.
Otra hipótesis, más reciente, es que la ovulación oculta es una adaptación en respuesta a un sistema de apareamiento promiscuo, similar al de nuestros parientes evolutivos más cercanos, bonobos y chimpancés. La teoría es que la ovulación oculta evolucionó en las mujeres para disminuir la certeza de la paternidad, lo que disminuiría las posibilidades de infanticidio (ya que es menos probable que un padre mate a la descendencia que podría ser suya), y potencialmente aumentaría el número de hombres motivados para ayudarla a cuidar de su descendencia (paternidad parcial). Esto está respaldado por el hecho de que todos los demás mamíferos con ovulación oculta, como los delfines y los langures grises, son promiscuos, y que las únicas otras especies de simios que tienen comunidades multimasculinas, como lo hacen los humanos, son promiscuas. Se argumenta que pruebas como el efecto Coolidge, que muestran que un hombre no parece estar orientado naturalmente hacia el comportamiento de protección sexual de la pareja (es decir, evitar que otros hombres tengan acceso a su pareja sexual), apoyan la conclusión de que la monogamia sexual (aunque tal vez no la monogamia social y/o el vínculo de pareja) era rara en los primeros humanos modernos

### Hipótesis de infanticidio reducido
Esta hipótesis sugiere que la ventaja adaptativa para las mujeres que habían ocultado œstrus sería una reducción en la posibilidad de infanticidio por parte de los hombres, ya que no podrían identificar y matar de manera fiable a la descendencia de sus rivales. Esta hipótesis está respaldada por estudios recientes de langures Hanuman salvajes, que documentan la ovulación oculta y los apareamientos frecuentes con machos fuera de su período ovulatorio fértil.[Heistermann et al. plantean la hipótesis de que la ovulación oculta es utilizada por las mujeres para confundir la paternidad y así reducir el infanticidio en primates. Explica que, como la ovulación siempre está oculta en las mujeres, los hombres solo pueden determinar la paternidad (y, por lo tanto, decidir si matan al hijo de la mujer) de manera probabilística, en función de su frecuencia de apareamiento anterior con ella, por lo que no podría escapar a la posibilidad de que el niño pudiera ser suyo, incluso si estuviera al tanto de los apareamientos promiscuos por parte de la mujer.

### Hipótesis de sexo y recompensa
Schröderrevisa una hipótesis de Symons y Hill de que, después de cazar, los hombres intercambiaban carne por sexo con mujeres. Las mujeres que imitaban continuamente el estro pueden haberse beneficiado de más carne que las que no lo hicieron. Si esto hubiera ocurrido con suficiente frecuencia, entonces se habría perdido un período definido de estro, y con él habría desaparecido la señalización sexual específica de la ovulación.

### Hipótesis de unión social
Schröderpresenta la idea de una "disminución gradual del estro de ciclo medio y la receptividad sexual continua concomitante en las mujeres humanas" porque facilitó las relaciones sociales ordenadas a lo largo del ciclo menstrual al eliminar la intensificación periódica de la agresividad hombre-hombre en la competencia por las parejas.[Se ha dicho que el período estral prolongado del bonobo (las mujeres en edad reproductiva están en celo durante el 75% de su ciclo menstrual) tiene un efecto similar a la falta de "calor" en las mujeres. Si bien la ovulación humana oculta puede haber evolucionado de esta manera, extendiendo el estro hasta que ya no era un período distinto, como se compara en el bonobo, esta teoría de por qué evolucionó la ovulación oculta ha sido rechazada con frecuencia. Schröder describe las dos objeciones a esta hipótesis: (1) la selección natural tendría que funcionar a un nivel por encima del individuo, lo que es difícil de probar; y (2) la selección, debido a que actúa sobre los individuos con mayor éxito reproductivo, favorecería así un mayor éxito reproductivo sobre la integración social a expensas del éxito reproductivo.
Sin embargo, desde 1993, cuando se escribió eso, los modelos de selección de grupos han experimentado un resurgimiento.[(Véase selección de grupo, altruismo recíproco y selección de parientes).

### Hipótesis de cornudo
Schröder en su reseña escribe que Benshoof y Thornhill plantearon la hipótesis de que el estro se ocultó después de que las relaciones monógamas se convirtieran en la norma en el Homo erectus. La ovulación oculta permitió a la mujer aparearse en secreto a veces con un hombre genéticamente superior, y así obtener el beneficio de sus genes para su descendencia, sin dejar de conservar los beneficios del vínculo de pareja con su pareja habitual. Su pareja sexual habitual tendría pocas razones para dudar de su fidelidad, debido a la ovulación oculta, y tendría una alta, aunque infundada, confianza en la paternidad en su descendencia. Su confianza le animaría a invertir su tiempo y energía en ayudarla a cuidar al niño, aunque no fuera suyo. Una vez más, la idea de que la inversión de un hombre es vital para la supervivencia del niño es un elemento central de una hipótesis con respecto a la ovulación oculta, incluso cuando los beneficios evolutivos se acumulan para el niño, la mujer y su pareja clandestina, y no para su pareja sexual habitual.

## Como efecto secundario del bipedalismo
Pawlowskipresenta la importancia del bipedalismo para la mecánica y la necesidad de la señalización de la ovulación. El entorno de sabana más abierto habitado por los primeros humanos trajo un mayor peligro por parte de los depredadores. Esto habría hecho que los humanos vivieran en grupos más densos y, en tal escenario, la señalización sexual de larga distancia proporcionada por las inflamaciones genitales femeninas habría perdido su función. Por lo tanto, se argumenta que la ovulación oculta es una pérdida de función de cambio evolutivo en lugar de una adaptación. Los sistemas termorreguladores también se modificaron en los seres humanos con el traslado a la sabana para conservar el agua. Se cree que las inflamaciones genitales femeninas habrían incurrido en un coste adicional debido a la evaporación ineficaz del agua de la zona. Pawlowski continúa diciendo que el cambio al bipedalismo en los primeros homínidos cambió tanto la posición de los genitales femeninos como la línea de visión de los hombres. Dado que los machos ya no podían ver constantemente los genitales femeninos, la hinchazón de ellos durante el estro como modo de señalización se habría vuelto inútil. Además, la hinchazón anogenital en cada período ovulatorio puede haber interferido con la mecánica de la locomoción bípeda, y la selección puede haber favorecido a las mujeres que se vieron menos obstaculizadas por esta ocurrencia. Esta hipótesis concluye en última instancia que el bipedalismo, para el que fue fuertemente seleccionado, causó los cambios fisiológicos y una pérdida de la función de la señalización sexual a través de la hinchazón genital femenina, lo que llevó a la ovulación oculta que ahora observamos.
El artículo de Pawlowski ofrece puntos de vista que difieren de las otras hipótesis sobre la ovulación oculta en que identifica los cambios fisiológicos en los primeros humanos como la causa de la ovulación oculta en lugar de los sociales o conductuales.[Una de las fortalezas de esto se deriva de las debilidades de las otras hipótesis: es difícil rastrear la evolución de un comportamiento, ya que no deja evidencia verificable en forma de hueso o ADN. Sin embargo, el hecho de que los langures Hanuman también muestren alguna ovulación oculta y que no sea causada directamente por un cambio fisiológico al bipedalismo puede sugerir que el bipedalismo no fue, al menos, la única causa de la ovulación oculta en los seres humanos. Como se indicó anteriormente, es posible que muchos elementos de diferentes hipótesis sean ciertos con respecto a las presiones selectivas para la ovulación oculta en los seres humanos.

## Leer más
- Marlowe, F.W. (octubre  de 2004). «Is human ovulation concealed? Evidence from conception beliefs in a hunter-gatherer society: the Hadza of Tanzania» (PDF). Archives of Sexual Behavior 33 (5): pp. 427-432. doi:10.1023/B:ASEB.0000037423.84026.1f. Archivado desde el original el 21 de agosto de 2008. Consultado el 11 de octubre de 2007.
- Pawłowski, Bogusław (junio  de 1999). «Loss of Oestrus and Concealed Ovulation in Human Evolution» (PDF). Current Anthropology 40 (3): pp. 257-276. doi:10.1086/200017. Consultado el 11 de octubre de 2007.
- Haselton, Martie G. (enero  de 2007). «Ovulatory shifts in human female ornamentation: Near ovulation, women dress to impress» (PDF). Hormones and Behavior 51 (1): pp. 40-45. doi:10.1016/j.yhbeh.2006.07.007. Consultado el 21 de enero de 2008. (enlace roto disponible en Internet Archive; véase el historial, la primera versión y la última).

- Datos: Q5158283